# Campionati italiani primaverili di nuoto 1992
I trentanovesimi Campionati italiani primaverili di nuoto si sono svolti a Firenze dal 19 al 22 marzo 1992. È stata utilizzata la vasca da 50 metri.

## Podi

### Uomini
| Evento               | Oro                                                                 | Tempo    | Argento                     | Tempo    | Bronzo                      | Tempo    |
| Stile libero         |                                                                     |          |                             |          |                             |          |
| 50 m                 | René Gusperti                                                       | 23"17    | Alessandro Cecchini         | 23"46    | Antonio Consiglio           | 23"58    |
| 100 m                | Massimo Trevisan                                                    | 51"33    | Emanuele Idini              | 51"87    | Piermaria Siciliano         | 51"89    |
| 200 m                | Massimo Trevisan                                                    | 1'49"50  | Emanuele Idini              | 1'51"06  | Piermaria Siciliano         | 1'51"94  |
| 400 m                | Massimo Trevisan                                                    | 3'52"78  | Piermaria Siciliano         | 3'53"41  | Giorgio Lamberti            | 3'59"91  |
| 1500 m               | Massimiliano Bensi                                                  | 15'45"53 | Stefano Rubaudo             | 15'48"08 | Carlo Cattaneo              | 15'52"25 |
| Dorso                |                                                                     |          |                             |          |                             |          |
| 100 m                | Emanuele Merisi                                                     | 57"33    | Luca Bianchin               | 57"76    | Giuseppe Tiano              | 58"29    |
| 200 m                | Luca Bianchin                                                       | 2'00"99  | Emanuele Merisi             | 2'02"61  | Mirko Mazzari               | 2'06"27  |
| Rana                 |                                                                     |          |                             |          |                             |          |
| 100 m                | Gianni Minervini                                                    | 1'03"15  | Francesco Postiglione       | 1'04"34  | Marcello Saporiti           | 1'04"79  |
| 200 m                | Francesco Postiglione                                               | 2'17"38  | Luca Sacchi                 | 2'17"98  | Fabio Fusi                  | 2'20"58  |
| Farfalla             |                                                                     |          |                             |          |                             |          |
| 100 m                | Leonardo Michelotti                                                 | 55"21    | Luis Alberto Laera          | 55"48    | Marco Braida                | 56"07    |
| 200 m                | Marco Braida                                                        | 2'00"77  | Luca Sacchi                 | 2'02"21  | Umberto Antonini            | 2'04"33  |
| Misti                |                                                                     |          |                             |          |                             |          |
| 200 m                | Luca Sacchi                                                         | 2'04"40  | Corrado Sorrentino          | 2'07"82  | Lorenzo Benucci             | 2'08"54  |
| 400 m                | Luca Sacchi                                                         | 4'16"82  | Stefano Battistelli         | 4'23"74  | Fabio Fusi                  | 4'28"24  |
| Staffette            |                                                                     |          |                             |          |                             |          |
| 4x100 m stile libero | Fiamme Gialle René Gusperti Simone Dini Emanuele Idini Bruno Zorzan | 3'28"14  | Snam                        | 3'31"93  | Centro Sportivo Carabinieri | 3'31"94  |
| 4x200 m stile libero | Fiamme Gialle Simone Dini Emanuele Idini Bruno Capozzi Bruno Zorzan | 7'32"83  | Centro Sportivo Carabinieri | 7'40"63  | DDS                         | 7'41"16  |
| 4x100 m mista        | Fiamme Gialle                                                       | 3'51"15  | Aurelia Nuoto               | 3'51"70  | Centro Sportivo Carabinieri | 3'51"97  |

### Donne
| Evento               | Oro                                                                  | Tempo   | Argento             | Tempo   | Bronzo                    | Tempo     |
| Stile libero         |                                                                      |         |                     |         |                           |           |
| 50 m                 | Cristina Chiuso                                                      | 23"66   | Ilaria Sciorelli    | 27"02   | Cecilia Vianini           | 27"12     |
| 100 m                | Cecilia Vallorini                                                    | 58"03   | Nadia Pautasso      | 58"33   | Ilaria Sciorelli          | 58"38     |
| 200 m                | Tanya Vannini                                                        | 2'05"37 | Cecilia Vallorini   | 2'05"77 | Orietta Patron            | 2'06"44   |
| 400 m                | Manuela Melchiorri                                                   | 4'16"41 | Alessandra Pennati  | 4'19"35 | Caterina Borgato          | 4'19"41   |
| 800 m                | Manuela Melchiorri                                                   | 8'50"32 | Caterina Borgato    | 8'55"03 | Orietta Patron            | 8'56"29   |
| Dorso                |                                                                      |         |                     |         |                           |           |
| 100 m                | Lorenza Vigarani                                                     | 1'04"15 | Sabrina Cocchi      | 1'04"65 | Lara Bianconi             | 1'04"90   |
| 200 m                | Lorenza Vigarani                                                     | 2'15"45 | Francesca Salvalajo | 2'15"82 | Chiara Giavi              | 2'18"62   |
| Rana                 |                                                                      |         |                     |         |                           |           |
| 100 m                | Manuela Dalla Valle                                                  | 1'11"51 | Elena Donati        | 1'12"81 | Simona Brighetti          | 1'13"83   |
| 200 m                | Manuela Dalla Valle                                                  | 2'33"90 | Elena Donati        | 2'35"81 | Stefania Bissacco         | 2'39"26   |
| Farfalla             |                                                                      |         |                     |         |                           |           |
| 100 m                | Ilaria Tocchini                                                      | 1'02"59 | Ellida Franchi      | 1'04"38 | Elena Morgantini          | 1'05"11   |
| 200 m                | Ilaria Tocchini                                                      | 2'15"16 | Cinzia Buzzola      | 2'18"32 | Ellida Franchi            | 2'18"39   |
| Misti                |                                                                      |         |                     |         |                           |           |
| 200 m                | Ilaria Tocchini                                                      | 2'17"92 | Lara Bianconi       | 2'20"47 | Monica Pavanello          | 2'22"84   |
| 400 m                | Annalisa Nisiro                                                      | 4'54"04 | Roberta Felotti     | 4'55"70 | Monica Pavanello          | 4'56"02   |
| Staffette            |                                                                      |         |                     |         |                           |           |
| 4x100 m stile libero | Libertas Safa Torino Mara Data Nadia Pautasso Ilaria Sciorelli Busso | 3'55"54 | Aurelia Nuoto       | 3'56"83 | Calpeda Veneto            | 3'58"52\| |
| 4x200 m stile libero | Libertas Safa Torino Mara Data Busso Nadia Pautasso Ilaria Sciorelli | 8'30"48 | Fiorentina Nuoto    | 8'35"81 | Aurelia Nuoto             | 8'37"00   |
| 4x100 m mista        | Fiorentina Nuoto Sabrina Cocchi Biagioli Monica Olmi Tanya Vannini   | 4'23"67 | Aurelia Nuoto       | 4'28"21 | Circolo Canottieri Aniene | 4'31"86   |

### Classifiche per società

#### Maschile
| Pos.    | Società | Pti |
| ------- | ------- | --- |
| Oro     |         |     |
| Argento |         |     |
| Bronzo  |         |     |
| 4.      |         |     |
| 5.      |         |     |
| 6.      |         |     |
| 7.      |         |     |
| 8.      |         |     |
| 9.      |         |     |
| 10.     |         |     |

#### Femminile
| Pos.    | Società | Pti |
| ------- | ------- | --- |
| Oro     |         |     |
| Argento |         |     |
| Bronzo  |         |     |
| 4.      |         |     |
| 5.      |         |     |
| 6.      |         |     |
| 7.      |         |     |
| 8.      |         |     |
| 9.      |         |     |
| 10.     |         |     |